# 高郢
高郢（740年—811年7月24日），字公楚，唐朝政治人物。

## 生平
先祖為渤海郡蓨縣人，徙衛州，遂為衛州人。九歲通《春秋》，早年在馬燧幕下任掌書記。寶應二年（763年）癸卯科進士登茂才異等科。授華陰縣尉，改咸陽縣尉，升主客員外郎，遷刑部郎中，改中書舍人，九年後升禮部郎中，再三年後升太常卿，貞元十九年（803年）進銀青光祿大夫，守中書侍郎、同中書門下平章事。
永貞元年（805年）唐順宗即位，高郢轉刑部尚書，為韋執誼等所憚，同年罷知政事，以本官判吏部尚書事，元和元年（806年）出鎮華州，同年冬拜太常卿，除御史大夫，數月後轉兵部尚書，逾月上表年老乞歸，不許，再次上言後，授尚書右僕射致仕。元和六年（811年）七月逝世，享年七十二歲。贈太子太保，諡貞。

## 家族
子高定。

## 軼事
诗人白居易创作的七言律诗《重题》结尾写道“胸中壮气犹须遣，身外浮荣何足论。还有一条遗恨事，高家门馆未酬恩。”写道了白居易未能报答高郢当年提携之恩而感到的遗憾。此外，他还创作了《赠高郢官制》。

## 延伸阅读
[在维基数据编辑]
 《舊唐書/卷147》，出自刘昫《舊唐書》
 《新唐書·卷165》，出自《新唐書》